# Невідкриті острови
«Невідкриті острови» — радянський телефільм 1974 року, знятий режисером Леонідом Мартинюком на кіностудії «Білорусьфільм».

## Сюжет
Про пригоди двох хлопчиків, що вирушили човном річкою Прип'ять фотографувати тварин у заповіднику. За книгою Янки Мавр «Поліські робінзони».

## У ролях
- Олег Капчевський — Олег
- Діма Солодухо — Діма
- Михайло Гурбанович — браконьєр
- Ігор Самсонов — браконьєр «Батя»
- Тетяна Чекатовська — мама Олега
- Олександра Зиміна — бабуся Діми
- І. Капчевська — епізод
- С. Тихонович — епізод
- Г. Бурак — епізод
- Едуард Горячий — Геннадій Аркадійович, лейтенант міліції
- Григорій Кобець — дідусь Діми
- Дмитро Мазуро — батько Олега
- Г. Красько — епізод

## Знімальна група
- Режисер — Леонід Мартинюк
- Сценарист — Кастусь Губаревич
- Оператор — Фелікс Кучар
- Композитори — Олег Янченко, Шандор Каллош, Рафаїл Хозак
- Художники — Юрій Буличов, Олександр Тихонович